# Caraman
Caraman è un comune francese di 2 388 abitanti situato nel dipartimento dell'Alta Garonna nella regione dell'Occitania. Fu contea, poi marchesato e ducato dei Riquet. A tutti i membri del ramo più importante della famiglia spetta il titolo di Principe di Caraman o Caraman-Chimay.

## Società

### Evoluzione demografica
Abitanti censiti

## Monumenti

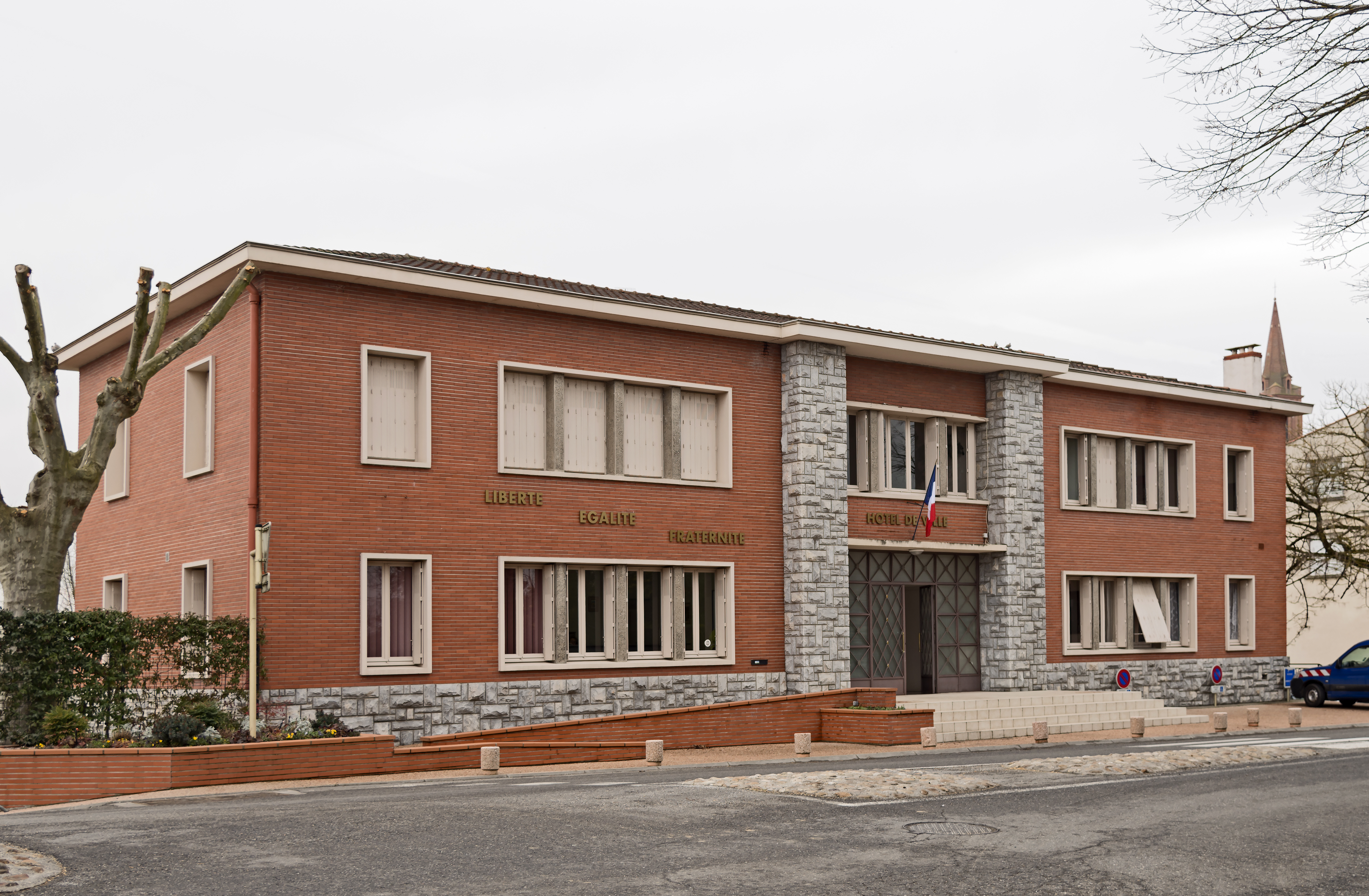
Municipio
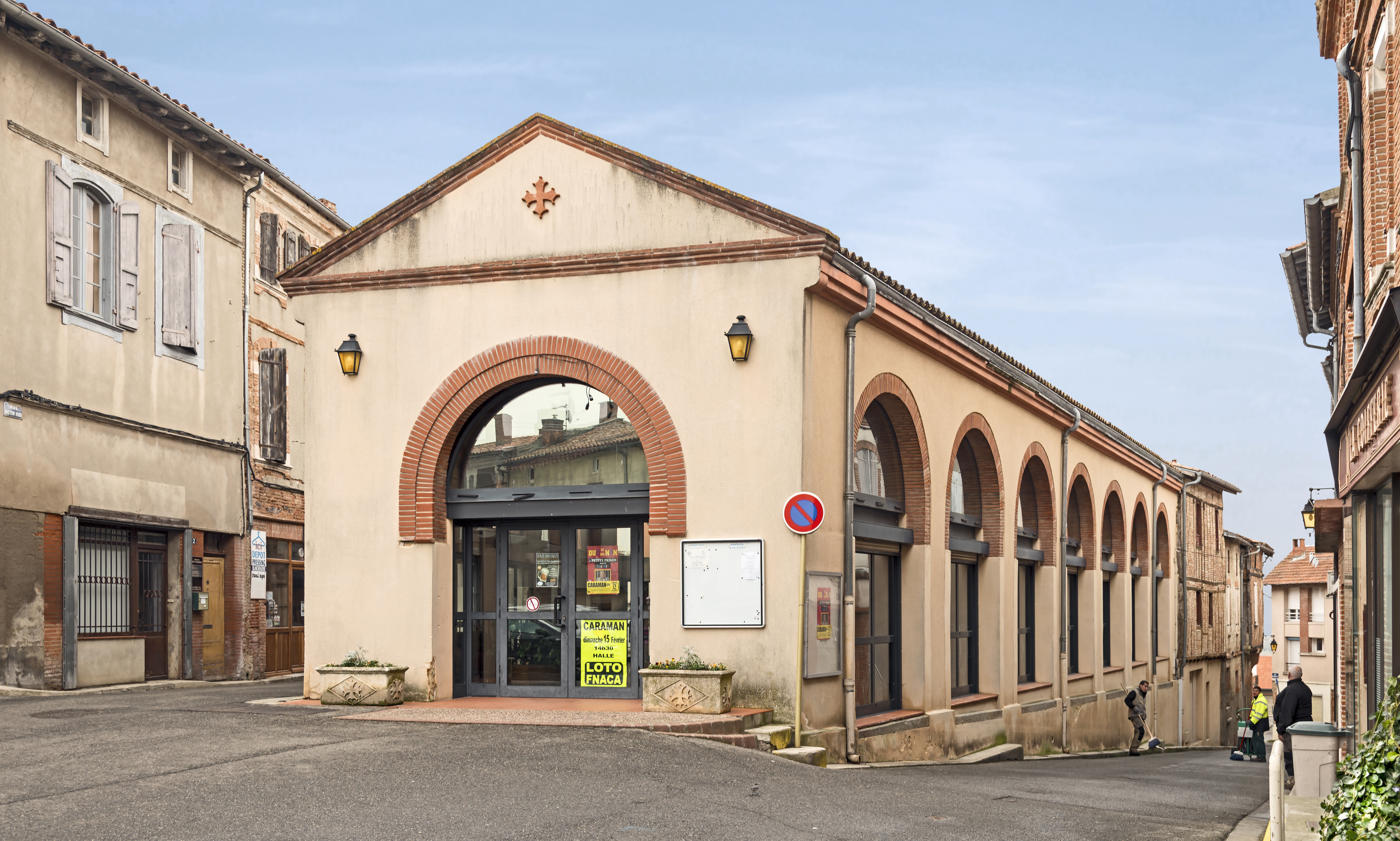
Il mercato coperto.
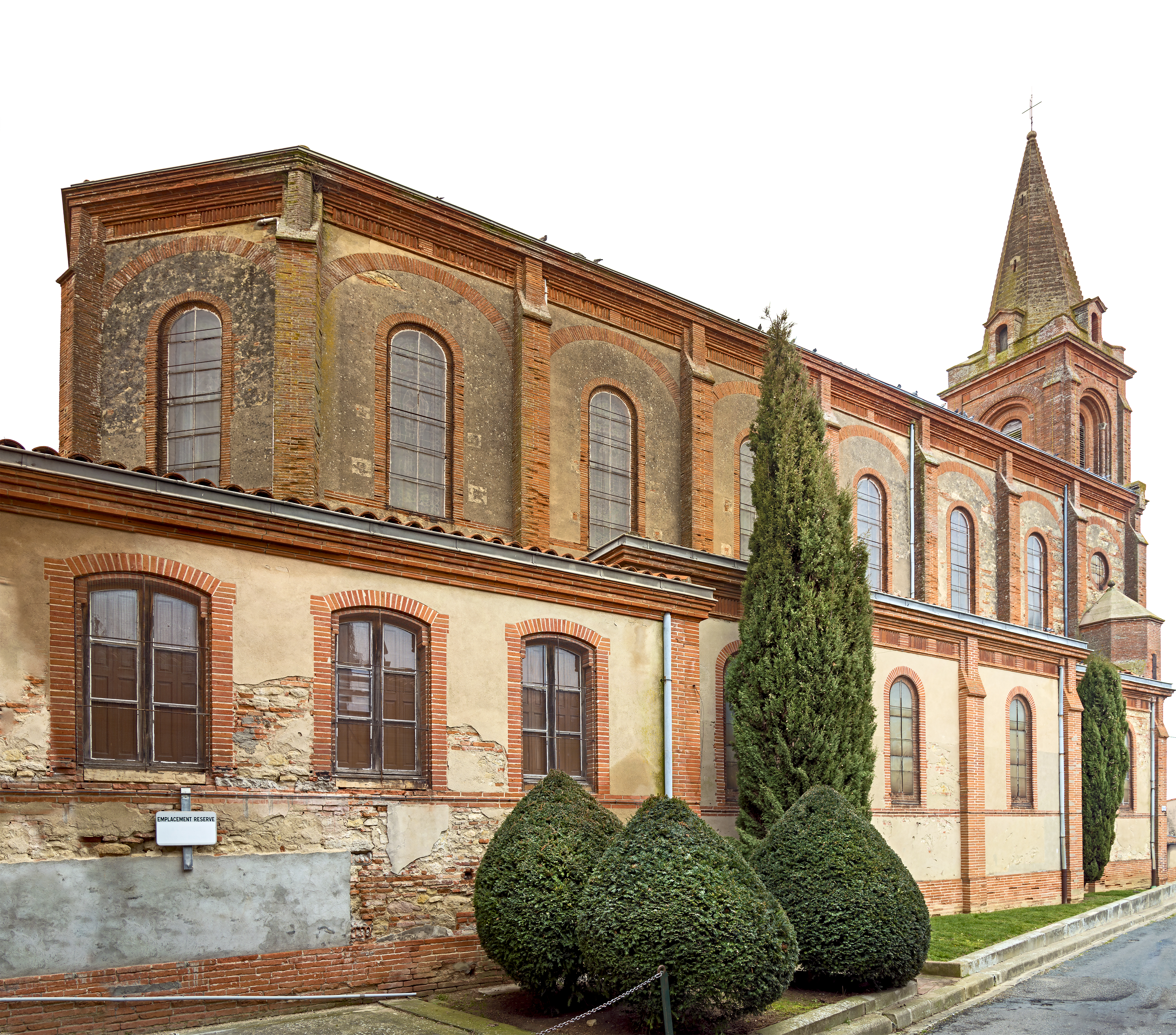
Chiesa San Pietro
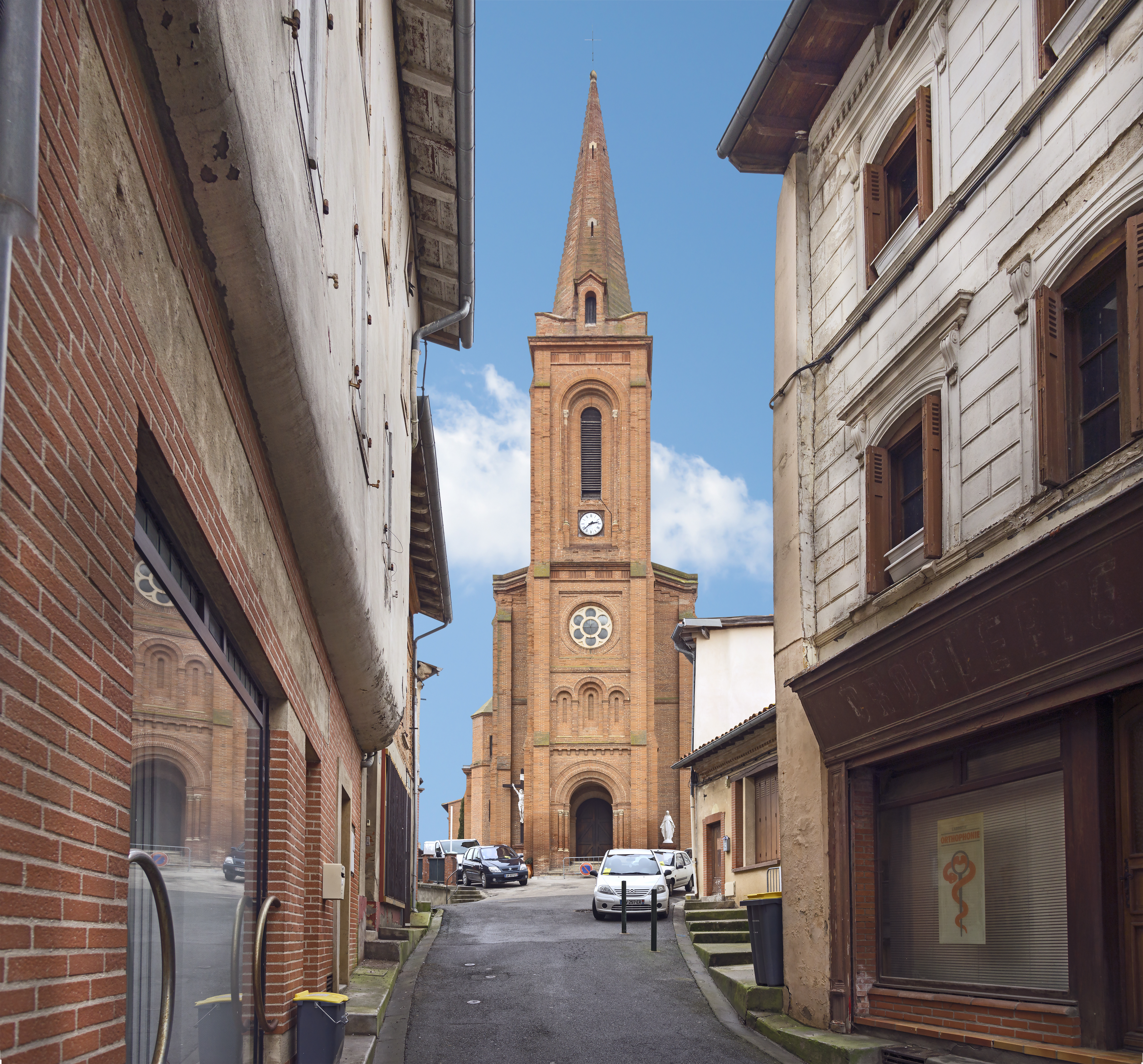
Il campanile.
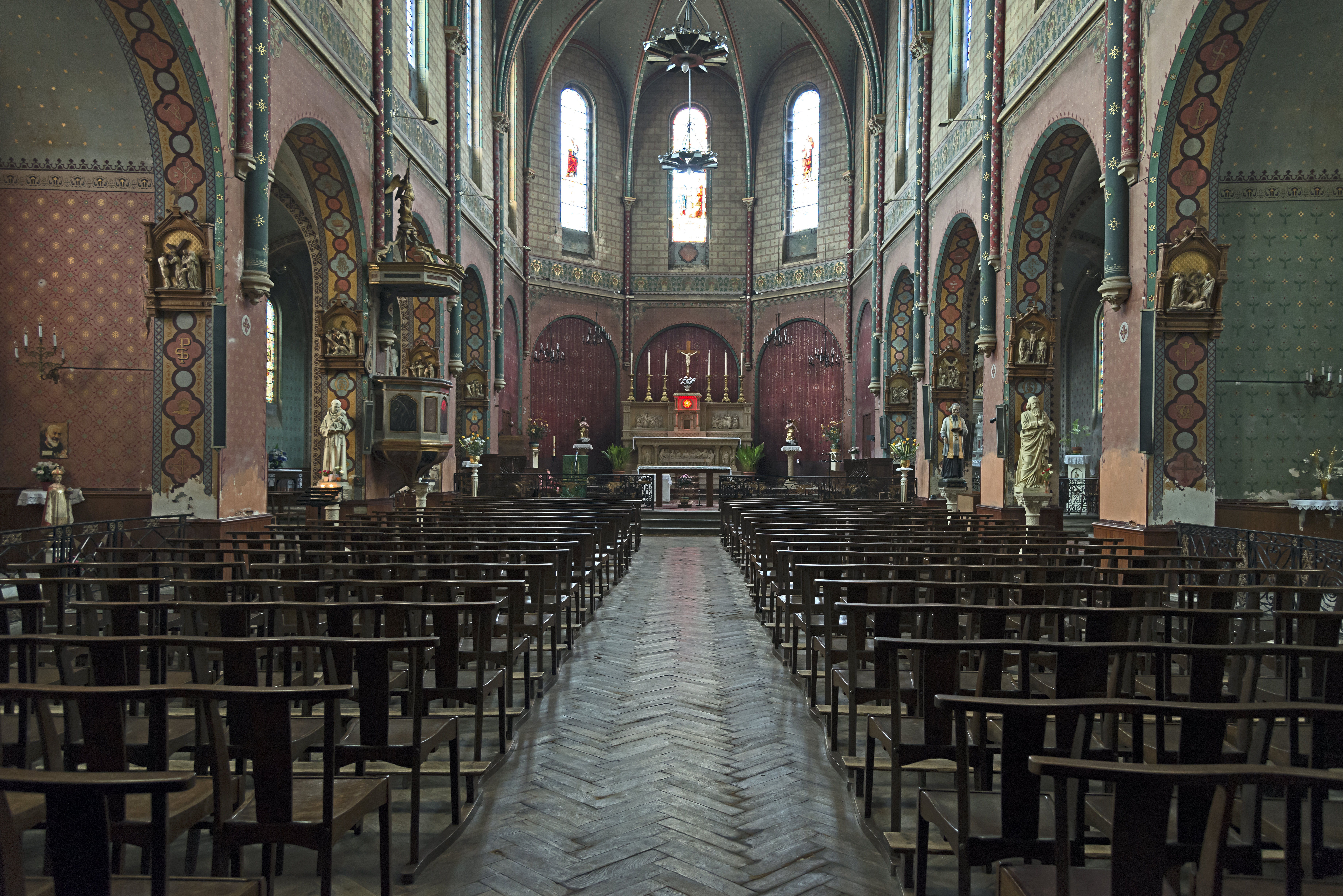
La Navata
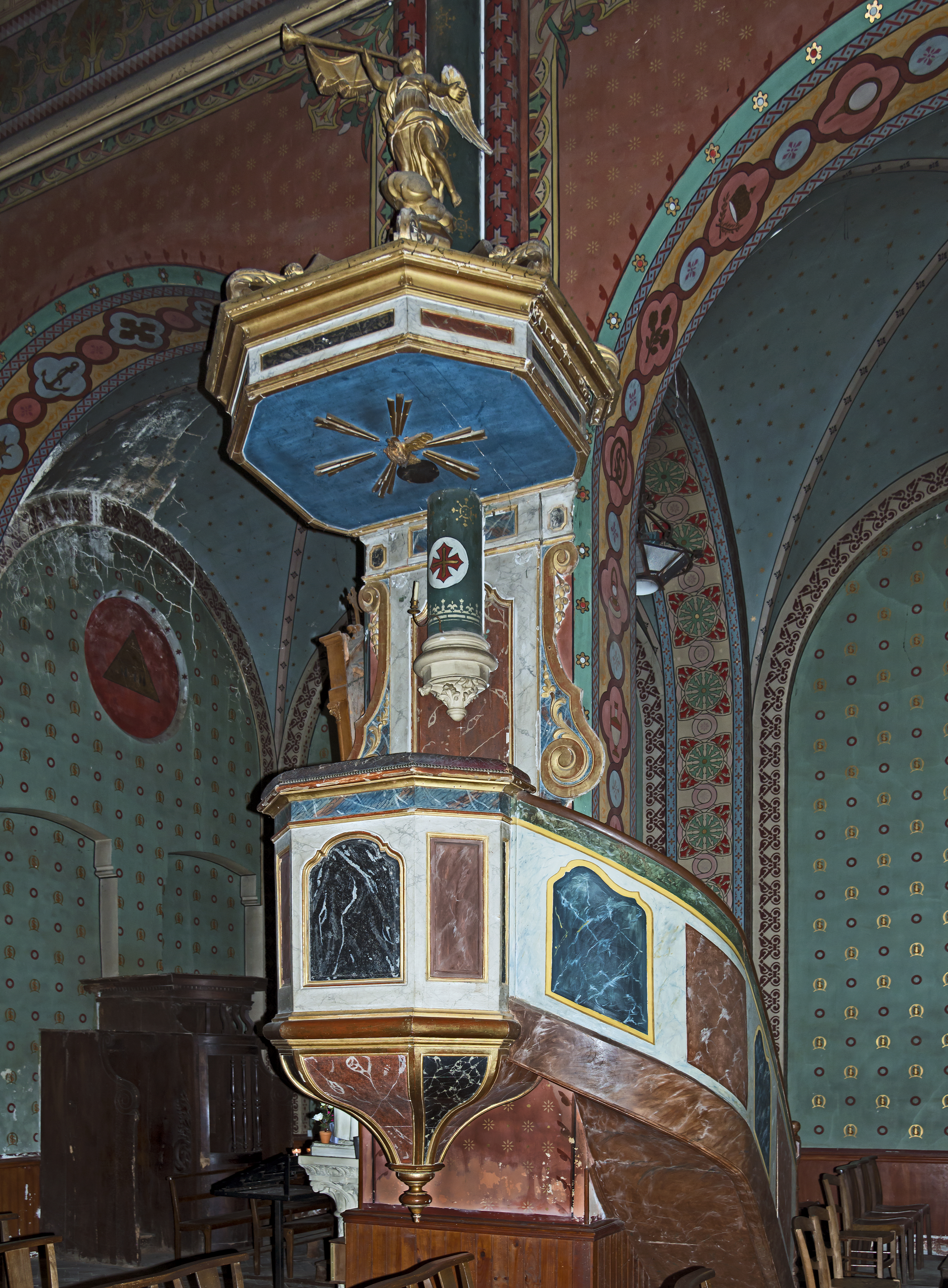
Il pulpito